# Maksim Paskotši
Maksim Paskotši (Tallin, 19 de enero de 2003) es un futbolista estonio que juega en la demarcación de defensa para el K. A. A. Gante de la Primera División de Bélgica.

## Selección nacional
Después de jugar en la selección de fútbol sub-16 de Estonia y en la sub-17, finalmente hizo su debut con la selección absoluta el 24 de marzo de 2021 en un encuentro de clasificación para la Copa Mundial de Fútbol de 2022 contra República Checa que finalizó con un resultado de 2-6 a favor del combinado checo tras los goles de Rauno Sappinen y Henri Anier para Estonia, y de Patrik Schick, Antonín Barák, Jakub Jankto y un triplete de Tomáš Souček para el combinado checo.

## Clubes
| Club                    | País       | Año       | Partidos | Goles |
| ----------------------- | ---------- | --------- | -------- | ----- |
| F. C. Flora III Tallin  | Estonia    | 2018      | 10       | 0     |
| F. C. Flora II Tallinn  | Estonia    | 2018-2020 | 31       | 0     |
| F. C. Flora             | Estonia    | 2020      | 1        | 0     |
| Tottenham Hotspur F. C. | Inglaterra | 2020-2023 | 1        | 0     |
| Grasshoppers            | Suiza      | 2023-2025 | 61       | 2     |
| K. A. A. Gante          | Bélgica    | 2025-     |          |       |

## Palmarés

### Campeonatos nacionales
| Título               | Club        | País    | Año  |
| -------------------- | ----------- | ------- | ---- |
| Copa de Estonia      | F. C. Flora | Estonia | 2020 |
| Supercopa de Estonia | F. C. Flora | Estonia | 2020 |